# Christian McKay
Christian McKay (Bury, 30 dicembre 1973) è un attore britannico.
È noto per la sua interpretazione di Orson Welles nel film Me and Orson Welles del 2008, per il quale è stato nominato per oltre due dozzine di premi, tra cui il BAFTA award come miglior attore non protagonista.

## Biografia
Nato a Bury, nella Grande Manchester, ha una sorella, Karen. Sua madre, Lynn, è una parruchiera, e suo padre, Stuart, era un ferroviere. Studiò pianoforte, ed eseguì il Concerto per pianoforte n. 3 di Rachmaninoff all'età di 21 anni. Successivamente interruppe la sua carriera concertistica ed entrò nell'a Royal Academy of Dramatic Art per studiare recitazione.
Le apparizioni televisive di McKay includono il ruolo del direttore d'orchestra Pierre Monteux nella produzione televisiva della BBC Riot at the Rite (2005). Il suo primo film è stato Abraham's Point (2008).
Dopo aver assistito a un'esibizione di Rosebud al festival "Brits Off Broadway" del 2007, Richard Linklater ha scelto McKay per il ruolo di Welles nel suo film Me and Orson Welles, nonostante le obiezioni del produttore. In questo suo secondo film e primo ruolo da protagonista, McKay ha ricevuto elogi dalla critica per la sua interpretazione di Orson Welles.
Ha poi recitato nel film drammatico Rush, con Chris Hemsworth e Daniel Brühl, nel film candidato al BAFTA Northern Soul, e nel film vincitore del Premio Oscar, La teoria del tutto con Eddie Redmayne e Felicity Jones. Tutti questi ruoli sono stati acclamati dalla critica, con La teoria del tutto che ha ricevuto una candidatura all'Oscar al miglior film.
McKay ha interpretato Orson Welles nel monologo Rosebud: The Lives of Orson Welles in diversi teatri, compreso il Festival di Edimburgo e il King's Head (Londra). Successivamente ha ripreso il ruolo negli Stati Uniti al festival "Brits Off Broadway" del 2007.
Nel 2013 ha interpretato Gerard nella commedia Strangers on a Train al teatro Gielgud di Londra.
McKay è sposato con l'attrice Emily Allen., ha due figli, Maximilian Sidney, nato nel 2011 e Aniela Rita Lynn, nata nel 2015.

## Filmografia

### Cinema
- Me and Orson Welles, regia di Richard Linklater (2008)
- Mr. Nice, regia di Bernard Rose (2010)
- Incontrerai l'uomo dei tuoi sogni (You Will Meet a Tall Dark Stranger), regia di Woody Allen (2010)
- La talpa (Tinker Tailor Soldier Spy), regia di Tomas Alfredson (2011)
- I Melt with You, regia di Mark Pellington (2011)
- Rush, regia di Ron Howard (2013)
- Il violinista del diavolo (The Devil's Violinist), regia di Bernard Rose (2013)
- Closer to the Moon, regia di Nad Caranfil (2014)
- La teoria del tutto (The Theory of Verything), regia di James Marsh (2014)
- Una folle passione (Serena), regia di Susanne Bier (2014)
- The Young Messiah, regia di Cyrus Nowrasteh (2016)
- ChickLit, regia di Tony Britten (20116)
- Florence (Florence Foster Jenkins), regia di Stephen Frears (2016)
- Ella & John - The Leisure Seeker (The Leisure Seeker), regia di Paolo Virzì (2017)
- Mistero a Crooked House (Crooked House), regia di Gilles Paquet-Brenner (2017)
- La signora Harris va a Parigi (Mrs Harris Goes to Paris), regia di Anthony Fabian (2022)

### Televisione
- Doctors – serial TV, puntata 6x12 (2004)
- Poirot (Agatha Christie's Poirot) – serie TV, episodio 11x04 (2008)
- I Borgia (Borgia) – serie TV, 18 episodi (2011-2013)
- Getting On – serie TV, episodio 3x03 (2012)
- Jekyll and Hyde – serie TV, 5 episodi (2015)
- Frontiera (Frontier) – serie TV, 6 episodi (2016)
- Grantchester – serie TV, 4 episodi (2019)
- Warrior – serie TV, 20 episodi (2019-2020)
- Le relazioni pericolose (Dangerous Liaisons) – serie TV, 3 episodi (2022)
- Rivals – serie TV, episodio 1x06 (2024)
- Strike – serie TV, 3 episodi (2024)

## Doppiatori italiani
Nelle versioni in italiano delle opere in cui ha recitato, Christian McKay è stato doppiato da:
- Simone Mori in Incontrerai l'uomo dei tuoi sogni, Rush, La teoria del tutto, Mistero a Crooked House
- Massimo De Ambrosis in Warrior, La signora Harris va a Parigi
- Marco De Risi in Mr. Nice
- Gianni Bersanetti ne I Borgia
- Massimo Rossi ne Il violinista del diavolo
- Francesco Vairano in Una folle passione
- Niseem Onorato in Florence
- Alessandro Quarta in Frontiera
- Massimo Lopez in Ella & John - The Leisure Seeker
- Alessandro Budroni in Rivals